# Coslett Herbert Waddell
Pour les articles homonymes, voir Waddell.
Le révérend Coslett Herbert Waddell était un prêtre et un botaniste irlandais, né le 6 mars 1858 à Drumcro dans le comté d'Antrim et mort le 8 juin 1919 à Greyabbey dans le comté de Down.

## Biographie
Il a un lien de parenté, via sa mère Maria Langtry, à l’actrice Lillie Langtry (1853-1929). Il étudie à Lurgan puis au Trinity College de Dublin où il obtient son Bachelor of Arts en 1880 et son Master of Arts en 1888.
Il suit son attirance pour la théologie et est ordonné diacre en 1881 et prêtre l’année suivante. Il sert comme prêtre dans plusieurs paroisses (ainsi que vicaire à Saintfield en 1890 et recteur à Greyabbey en 1912). Il poursuit également ses études et obtient son Bachelor of Divinity en 1892.
Très tôt intéressé par la botanique, il reçoit le soutien du botaniste Samuel Alexander Stewart (1826-1910). À partir de 1893, Waddell fait paraître plusieurs articles dans Journal of Botany et Irish Naturalists. Il se spécialise sur quelques genres de plantes à fleurs (comme les mûres, les roses, les épervières et les renouées) ainsi que sur les mousses. Il est le premier à découvrir la rare centaurée Centaurium littorale en Irlande en 1913. Son important herbier est conservé à l’Ulster Museum de Belfast, il a été donné en 1919 à l’université Queen's de Belfast par sa veuve. Il est très impliqué dans le Belfast Naturalist’ Field Club et participe à son conseil.

## Liste partielle des publications
- Waddell, C.H. 1905. Glyceria festucaeformis at Portaferry. Ir Nat. 14: 19.
- Waddell, C.H. 1912. Some County Down plants. Ir Nat. 21: 133- 134.
- Waddell, C.H. 1917. Rare plants of the Co. Down coast. Ir Nat. 26: 12 - 13.